# Parti démocratique arabe (Liban)
Le Parti Démocratique Arabe (PDA) (arabe: الحزب العربي الديمقراطي , romanisé : Al-Hizb Al-'Arabi Al-Dimuqrati), est un parti politique libanais , basé à Tripoli (Liban), dans le Gouvernorat du Liban-Nord. Son chef actuel est Rifaat Eid.

## Origines
Le PDA a retracé ses origines à une ancienne organisation étudiante de gauche appelée le Mouvement de la jeunesse alaouite ( MJA ) (arabe : حركة الشباب العلوي| Harakat al-Shabab al-Alawiyya), formé à l'origine en 1972 à Tripoli par Ali Eid, ancien enseignant. Comme son nom l'indique, le MJA a puisé son soutien dans la secte minoritaire chiite alaouite du Liban , recevant même le soutien personnel de Rifaat al-Assad, vice-président syrien à l'époque et lui-même membre de cette secte. Pendant les premières années de guerre, le MJA s'est tenue en dehors de l' alliance LNM - OLP , mais en 1977-1978, le mouvement a rejoint le Front de l'opposition patriotique (arabe : جبهة المعارضة الوطنية | Jabhat al-Muearadat al-Wataniyya), un Coalition multiconfessionnelle pro-syrienne de notables et militants libanais fondée à Tripoli par le député Talal El-Merhebi (élu en 1972), Souhale Hamadah , Rashid Al-Muadim, George Mourani, et Nassib Al-Khatib, avec Ali Eid étant élu vice-président de la nouvelle formation.
Cependant, des désaccords internes ont rapidement conduit à la dissolution de l'alliance au début des années 1980, lorsque Eid et certains de ses anciens partenaires de la coalition sont allés former en 1982 l'ADP, choisissant l'avocat musulman sunnite Nassib Al-Khatib comme premier secrétaire général . , plus tard remplacé par Ali Eid en 1985. Dans le processus, le MJA a été absorbé dans le nouveau parti et est devenu sa branche de la jeunesse.

## Le PDA pendant la Guerre civile (1982-1990)
Largement considéré en tant que force par procuration soutenue par la Syrie, le PDA et ses chevaliers rouges ont combattu plusieurs factions basées à Tripoli hostiles à la présence de Damas au Liban, en particulier le Mouvement d'unification islamique sunnite (arabe: التوحيد , romanisé :  al-Tawhid), depuis 1981-1982, qu'ils ont réprimé avec l'aide de l'armée syrienne, des factions pro-syriennes du Parti social nationaliste syrien (SSNP) et du parti Baas et du Parti communiste libanais (LCP) en 1985-1986.
Le PDA a également rejoint l'alliance de guérilla LNRF (Jammoul) en septembre 1982 pour lutter contre l'occupation israélienne du Sud-Liban et plus tard son successeur, le Front de salut national libanais (LNSF) parrainé par la Syrie en juillet 1983 contre le gouvernement soutenu par les États-Unis du président Amine Gemayel. En 1988–1990 ils ont accepté l'Accord de Taëf et ont soutenu le gouvernement provisoire basé sur le parlement de Selim al-Hoss contre le gouvernement intérimaire militaire du Général Michel Aoun.

## Guerre civile syrienne
Pendant la guerre civile syrienne, les retombées de ce conflit ont entraîné de nouvelles tensions entre le PDA et les militants sunnites voisins du Mouvement d'unification islamique.
Le 29 mars 2014, Rifaat et Ali Eid ont quitté le Liban pour la Syrie.
Et le 10 avril 2014, le juge d'instruction militaire libanais Riyad Abu Ghayda a émis un mandat d'arrêt par contumace contre le personnage pro-Assad Rifaat Eid et 11 de ses associés pour leur implication présumée dans des affrontements dans la ville septentrionale de Tripoli. Les mandats d'Abou Ghayda sont basés sur des articles du Code pénal qui pourraient conduire à la peine de mort.